# Todd Dunivant
Todd Dunivant (Wheat Ridge, Colorado, 26 december 1980) is een Amerikaanse voetballer. In 2009 verruilde hij Toronto FC voor Los Angeles Galaxy.

## Clubcarrière
Dunivant werd als zesde geselecteerd in de MLS SuperDraft 2003 door San Jose Earthquakes. Dunivant speelde in zijn eerste jaar in alle dertig competitiewedstrijden. Daarin maakte hij één doelpunt en gaf hij zes assists. Hij won in datzelfde jaar ook de MLS Cup met de Earthquakes. Door een blessure in 2004 speelde hij slechts zestien wedstrijden voor de Earthquakes. Begin 2005 werd hij naar Los Angeles Galaxy gestuurd waar hij alle wedstrijden volledig uitspeelde en samen met de Galaxy de U.S. Open Cup en de MLS Cup won. In 2006 werd tekende Dunivant bij New York Red Bulls waar hij in 2006 tweeëntwintig wedstrijden voor speelde.
Dunivant vertrok op 27 juni 2007 naar Toronto FC, die op dat moment net erbij waren gekomen in de Amerikaanse competitie, in ruil voor Kevin Goldthwaite. Dunivant speelde achttien wedstrijden voor Toronto in zijn eerste seizoen bij de club. Dunivant werd uiteindelijk op 3 februari 2009 teruggestuurd naar Los Angeles Galaxy, waar hij een vaste kracht werd in de defensie van het team. Samen met Los Angeles won hij in 2011, 2012 en 2014 de MLS Cup.

## Interlandcarrière
Dunivant maakte zijn debuut voor het Amerikaanse nationale team op 29 januari 2006 in een vriendschappelijke interland tegen Noorwegen. Hij speelde de volledige wedstrijd.
| Interlands van Todd Dunivant voor Verenigde Staten | Interlands van Todd Dunivant voor Verenigde Staten | Interlands van Todd Dunivant voor Verenigde Staten | Interlands van Todd Dunivant voor Verenigde Staten | Interlands van Todd Dunivant voor Verenigde Staten | Interlands van Todd Dunivant voor Verenigde Staten | Interlands van Todd Dunivant voor Verenigde Staten |
| №                                                  | Datum                                              | Wedstrijd                                          | Uitslag                                            | Soort wedstrijd                                    | Doelpunten                                         | Assists                                            |
| Als speler bij Los Angeles Galaxy                  | Als speler bij Los Angeles Galaxy                  | Als speler bij Los Angeles Galaxy                  | Als speler bij Los Angeles Galaxy                  | Als speler bij Los Angeles Galaxy                  | Als speler bij Los Angeles Galaxy                  | Als speler bij Los Angeles Galaxy                  |
| -------------------------------------------------- | -------------------------------------------------- | -------------------------------------------------- | -------------------------------------------------- | -------------------------------------------------- | -------------------------------------------------- | -------------------------------------------------- |
| 1.                                                 | 29 januari 2006                                    | Verenigde Staten – Noorwegen                       | 5 – 0                                              | Vriendschappelijk                                  | 0                                                  | 0                                                  |
| 2.                                                 | 10 februari 2006                                   | Verenigde Staten – Japan                           | 3 – 2                                              | Vriendschappelijk                                  | 0                                                  | 0                                                  |

Bijgewerkt t/m 16 juli 2013